# Premsa de Mònaco
La premsa de Mònaco que s'ha distribuït i es distribueix, es recull en aquest resum.

## Llistat de periòdics monegascs
| Nom del diari           | Periodicitat | Tendència | Tipus    | Format   | Grup editorial | Ref.  |
| ----------------------- | ------------ | --------- | -------- | -------- | -------------- | ----- |
| Monaco-Matin            | diària       | grauït    | tabloide |          | [ 1 ]          |       |
| Monaco Hebdo            | setmanal     |           | pagament | tabloide |                | [ 2 ] |
| L'Observateur de Monaco | mensual      |           |          |          |                | [ 3 ] |